# Guenzet (distrito)
Guenzet é um distrito localizado na província de Sétif, Argélia.[carece de fontes?] Sua capital é a cidade de mesmo nome.

## Comunas
O distrito está dividido em duas comunas:
- Guenzet
- Harbil